# دماغه کاناورال

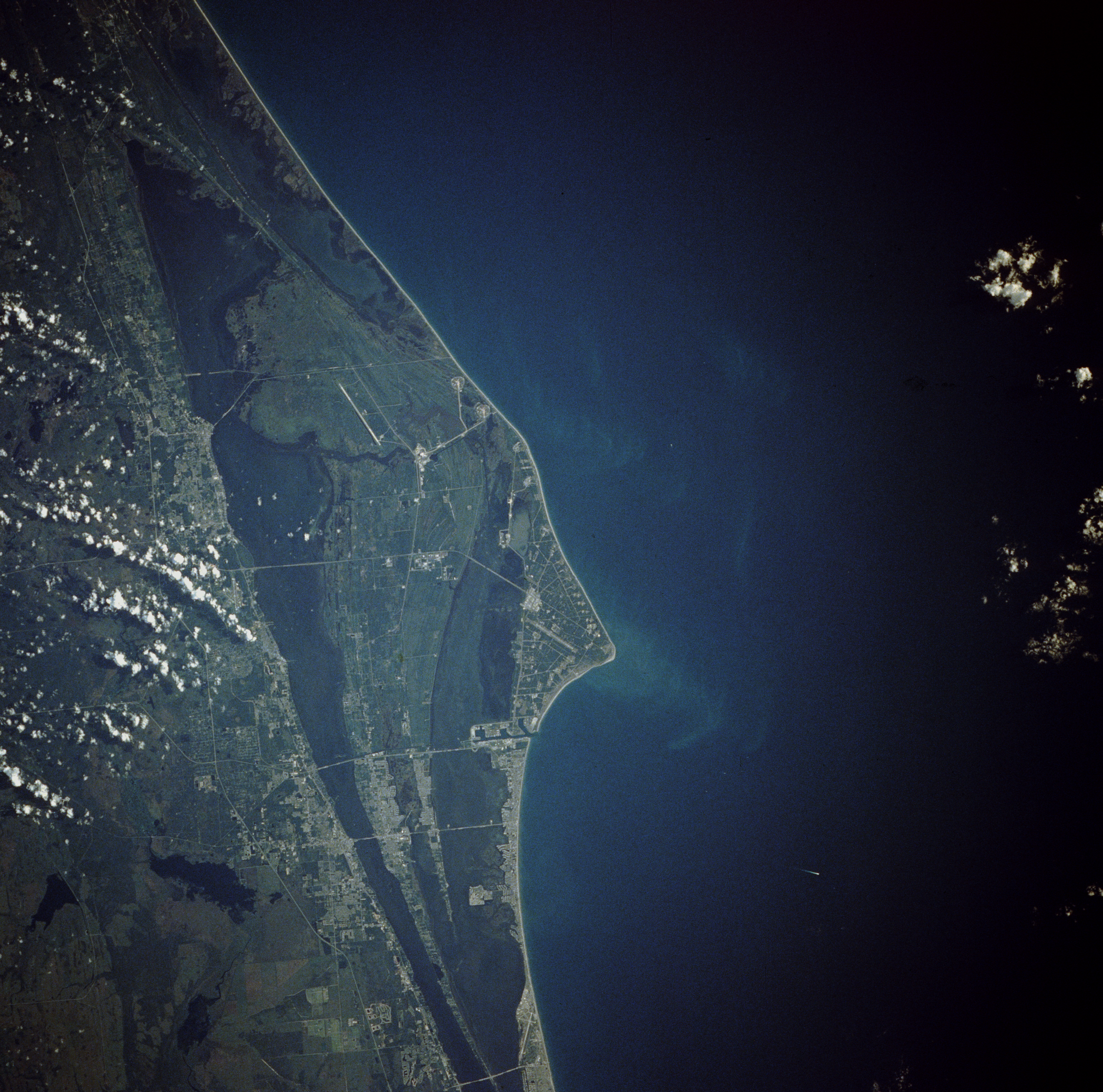
نگاره فضایی از دماغه کاناورال

دماغه کاناورال (به انگلیسی: Cape Canaveral) دماغه‌ای است در شهر بوارد کانتری ایالت فلوریدا در ایالات متحده آمریکا که در مرکز ایالت فلوریدا و در کنار اقیانوس اطلس جای گرفته است. این دماغه در میان سال‌های ۱۹۶۳ میلادی تا ۱۹۷۳ میلادی با نام دماغه کندی نیز شناخته می‌شد. واژه کاناورال برگرفته از واژه اسپانیایی Cañaveral است.